# 宁吉喆
宁吉喆（1956年12月—），男，祖籍山西夏县，生于安徽合肥，中华人民共和国政治人物，曾任国家统计局局长，现任全国政协经济委员会副主任。中国共产党第十九届中央委员会候补委员。兼职教授，博士生、博士后导师，兼任中国人民大学区域经济学教授。

## 生平
1974至1978年，在安徽广德县插队落户，曾任生产队、大队基层干部。
1978年考入合肥工业大学电机系，毕业后分配到河南新乡机床厂工作。1983年考入中国人民大学计划经济系攻读硕士和博士学位，师从经济学家钟契夫。1985年6月加入中国共产党。
1988年获经济学博士后，先后在国家计划委员会、国家发展计划委员会、国家发展和改革委员会工作，2001年任中国西部开发办指挥策划组组长(正司级)。在发改委系统工作长达15年。
2003年调入国务院研究室工作。2007年4月担任国务院研究室党组成员、副主任。2013年8月担任国务院研究室主任和党组书记。
2015年8月担任国家发展和改革委员会副主任（正部长级）。
2016年2月兼任国家统计局局长。2017年10月，中国共产党第十九次全国代表大会上当选中国共产党第十九届中央委员会候补委员。
2022年3月，增补为第十三届全国政协委员，同时出任全国政协经济委员会副主任。